# Jelnia (Łódź)
Jelnia [pronunciación en polaco: /ˈjɛlɲa/] es un pueblo en el distrito administrativo de Gmina Drzewica, dentro del Distrito de Opoczno, Voivodato de Łódź, en Polonia central. Se encuentra aproximadamente 3 kilómetros al suroeste de Drzewica, 13 kilómetros al noreste de Opoczno, y 79 kilómetros al sureste de la capital de la región, Łódź.